# Songs of Faith and Devotion Live
Songs of Faith and Devotion Live – drugi album koncertowy brytyjskiego zespołu Depeche Mode, wydany 6 grudnia 1993 przez wytwórnie Mute, Sire i Reprise. Producentem wydawnictwa jest sam zespół. Album nagrywany był podczas światowej trasy koncertowej Devotional Tour trwającej czternaście miesięcy.
Album zawiera utwory zarejestrowane głównie w Liévin we Francji. Dwa inne utwory nagrano w Kopenhadze w Danii i Nowym Orleanie w USA. Prawie cały koncert wydany został na wideo Devotional w 1993.

## Lista utworów
| Nr  | Tytuł utworu          | Długość |
| --- | --------------------- | ------- |
| 1.  | „I Feel You”          | 7:11    |
| 2.  | „Walking in My Shoes” | 6:42    |
| 3.  | „Condemnation”        | 3:56    |
| 4.  | „Mercy in You”        | 4:20    |
| 5.  | „Judas”               | 5:02    |
| 6.  | „In Your Room”        | 6:47    |
| 7.  | „Get Right With Me”   | 3:11    |
| 8.  | „Rush”                | 4:36    |
| 9.  | „One Caress”          | 3:35    |
| 10. | „Higher Love”         | 7:32    |
|     |                       | 52:52   |

Więcej utworów na żywo znajduje się na singlu In Your Room, m.in. Policy of Truth, World in My Eyes, Fly on the Windscreen, Never Let Me Down Again i Death’s Door, oraz na singlu Condemnation.

## Twórcy
- Dave Gahan – wokale główne (oprócz "Judas" i "One Caress")
- Martin Gore – syntezator, gitara elektryczna, chórki, wokale główne ("Judas" i "One Caress")
- Andy Fletcher – syntezator, chórki
- Alan Wilder – syntezator, chórki, pianino w "Condemnation" i "One Caress", perkusja w "I Feel You", "In Your Room" i "Rush"

- Produkcja: Alan Wilder i Steven Lyon
- Nagrywano podczas koncertów trasy Devotional Tour w Kopenhadze (Dania), Mediolanie (Włochy), Lozannie (Szwajcaria) i Nowym Orleanie (USA).
- Nagrywali: Steven Lyon, Peter Brandt i Euromobile
- Inżynierowie:
- Miks: Alan Wilder i Steven Lyon
- Autor okładki: Anton Corbijn i ARENA